# What's a Woman
What's a Woman is een muzieknummer van de Belgische popgroep Vaya Con Dios. Het nummer staat op hun tweede album Night Owls. Het nummer gaat over de moeilijkheden tussen mannen en vrouwen, die elkaar aan de ene kant nodig hebben, maar het aan de andere kant soms moeilijk hebben met elkaar te begrijpen.
What's a Woman was op vrijdag 4 mei 1990 Veronica Alarmschijf op Radio 3 en werd een gigantische hit. De plaat stond in de zomer van 1990 drie weken op nummer 1 in de Nederlandse Top 40 en bereikte ook in de Nationale Top 100 de eerste plaats. Hiermee werd het de eerste en enige nummer 1-hit van Vaya Con Dios, die hiermee overigens de derde Belgische act waren, die in Nederland de nummer 1-positie behaalden. Het nummer stond 15 weken genoteerd, wat goed was voor een vijfde plaats in de jaarlijst van 1990, met 440 punten. In België was het nummer nog succesvoller, in de Radio 2 Top 30 stond het acht weken op één.

## Hitnotering

### Nederlandse Top 40
| Hitnotering: 12-05-1990 t/m 18-08-1990 | Hitnotering: 12-05-1990 t/m 18-08-1990 | Hitnotering: 12-05-1990 t/m 18-08-1990 | Hitnotering: 12-05-1990 t/m 18-08-1990 | Hitnotering: 12-05-1990 t/m 18-08-1990 | Hitnotering: 12-05-1990 t/m 18-08-1990 | Hitnotering: 12-05-1990 t/m 18-08-1990 | Hitnotering: 12-05-1990 t/m 18-08-1990 | Hitnotering: 12-05-1990 t/m 18-08-1990 | Hitnotering: 12-05-1990 t/m 18-08-1990 | Hitnotering: 12-05-1990 t/m 18-08-1990 | Hitnotering: 12-05-1990 t/m 18-08-1990 | Hitnotering: 12-05-1990 t/m 18-08-1990 | Hitnotering: 12-05-1990 t/m 18-08-1990 | Hitnotering: 12-05-1990 t/m 18-08-1990 | Hitnotering: 12-05-1990 t/m 18-08-1990 | Hitnotering: 12-05-1990 t/m 18-08-1990 |
| Week                                   | 1                                      | 2                                      | 3                                      | 4                                      | 5                                      | 6                                      | 7                                      | 8                                      | 9                                      | 10                                     | 11                                     | 12                                     | 13                                     | 14                                     | 15                                     |                                        |
| -------------------------------------- | -------------------------------------- | -------------------------------------- | -------------------------------------- | -------------------------------------- | -------------------------------------- | -------------------------------------- | -------------------------------------- | -------------------------------------- | -------------------------------------- | -------------------------------------- | -------------------------------------- | -------------------------------------- | -------------------------------------- | -------------------------------------- | -------------------------------------- | -------------------------------------- |
| Nummer                                 | 36                                     | 20                                     | 11                                     | 6                                      | 3                                      | 2                                      | 1                                      | 1                                      | 1                                      | 3                                      | 5                                      | 9                                      | 15                                     | 23                                     | 39                                     | uit                                    |

### Nationale Top 100
| Hitnotering: 12-05-1990 t/m 08-09-1990 | Hitnotering: 12-05-1990 t/m 08-09-1990 | Hitnotering: 12-05-1990 t/m 08-09-1990 | Hitnotering: 12-05-1990 t/m 08-09-1990 | Hitnotering: 12-05-1990 t/m 08-09-1990 | Hitnotering: 12-05-1990 t/m 08-09-1990 | Hitnotering: 12-05-1990 t/m 08-09-1990 | Hitnotering: 12-05-1990 t/m 08-09-1990 | Hitnotering: 12-05-1990 t/m 08-09-1990 | Hitnotering: 12-05-1990 t/m 08-09-1990 | Hitnotering: 12-05-1990 t/m 08-09-1990 | Hitnotering: 12-05-1990 t/m 08-09-1990 | Hitnotering: 12-05-1990 t/m 08-09-1990 | Hitnotering: 12-05-1990 t/m 08-09-1990 | Hitnotering: 12-05-1990 t/m 08-09-1990 | Hitnotering: 12-05-1990 t/m 08-09-1990 | Hitnotering: 12-05-1990 t/m 08-09-1990 | Hitnotering: 12-05-1990 t/m 08-09-1990 | Hitnotering: 12-05-1990 t/m 08-09-1990 | Hitnotering: 12-05-1990 t/m 08-09-1990 |
| Week                                   | 1                                      | 2                                      | 3                                      | 4                                      | 5                                      | 6                                      | 7                                      | 8                                      | 9                                      | 10                                     | 11                                     | 12                                     | 13                                     | 14                                     | 15                                     | 16                                     | 17                                     | 18                                     |                                        |
| -------------------------------------- | -------------------------------------- | -------------------------------------- | -------------------------------------- | -------------------------------------- | -------------------------------------- | -------------------------------------- | -------------------------------------- | -------------------------------------- | -------------------------------------- | -------------------------------------- | -------------------------------------- | -------------------------------------- | -------------------------------------- | -------------------------------------- | -------------------------------------- | -------------------------------------- | -------------------------------------- | -------------------------------------- | -------------------------------------- |
| Nummer                                 | 55                                     | 29                                     | 16                                     | 9                                      | 3                                      | 2                                      | 1                                      | 1                                      | 1                                      | 1                                      | 3                                      | 9                                      | 14                                     | 17                                     | 29                                     | 38                                     | 60                                     | 79                                     | uit                                    |

### NPO Radio 2 Top 2000
| Nummer met noteringen in de NPO Radio 2 Top 2000 | '99 | '00  | '01 | '02  | '03 | '04 | '05 | '06 | '07 | '08 | '09 | '10  | '11  | '12  | '13  | '14  | '15  | '16  |
| ------------------------------------------------ | --- | ---- | --- | ---- | --- | --- | --- | --- | --- | --- | --- | ---- | ---- | ---- | ---- | ---- | ---- | ---- |
| What's a Woman                                   | 804 | 1153 | 849 | 1001 | 794 | 880 | 894 | 938 | 952 | 888 | 920 | 1004 | 1225 | 1432 | 1668 | 1419 | 1787 | 1892 |

1. ↑  Een vetgedrukt getal geeft de hoogste notering aan.
2. ↑  Deze tabel is bijgewerkt tot en met de meest recente editie (2024).